# Anselm Franz (Luftfahrtpionier)
Anselm Franz (* 21. Jänner 1900 in Schladming, Österreich; † 18. November 1994 in Bridgeport (Connecticut)) war der Leiter der Vorentwicklung für Strömungsmaschinen der Junkers Flugzeug- und Motorenwerke von 1939 bis 1942.
Er wird im Bundesarchiv als Anwärter der SA mit Eintrittsdatum 4. November 1933 geführt, hat sich politisch jedoch nie exponiert. Er war wesentlich an der Entwicklung des ersten serienreifen Strahltriebwerks, des Jumo 004, beteiligt, das z. B. vom Düsenjäger Messerschmitt Me 262 und dem Aufklärer und Bomber Arado Ar 234 verwendet wurde.
Nach Ende des Zweiten Weltkriegs ging Franz im Zuge des Paperclip-Projektes in die USA, um dort weiter an seinen Projekten und Ideen zu forschen. Bis 1950 arbeitete er in der Entwicklungs- und Forschungszentrale der US-Luftwaffe Wright-Patterson Air Force Base in Dayton (Ohio). Bevor er in den Ruhestand trat, war er Vize-Vorstandsvorsitzender und stellvertretender Geschäftsführer des Motorenherstellers AVCO Lycoming.

## Auszeichnungen
- 1991: Großes Goldenes Ehrenzeichen mit dem Stern für Verdienste um die Republik Österreich[5]
- 1984: Österreichische Ehrenzeichen für Wissenschaft und Kunst